# 장현수 (1959년)
장현수(한국 한자: 張賢洙, 1959년 10월 10일 ~ 현재)는 대한민국의 영화 감독이다.

## 생애
서울에서 태어났으며, 중앙대학교 연극영화과를 졸업했다. 1985년 조감독에서 경험을 쌓았다. 1992년 《걸어서 하늘까지》라는 로맨스 영화로 감독 데뷔를 시작하였다. 1994년 《게임의 법칙》으로 그 액션 영화로 성공을 이어갔다. 이후 영화 《엑스트라》로 카메오 출연으로 그 화제작을 선보였다.

## 영화 작품

### 감독
| 연도 | 한국어 개봉명                      | 영어 개봉명                            | 출연                                   | 비고           |
| ---- | ---------------------------------- | -------------------------------------- | -------------------------------------- | -------------- |
| 2016 | 애비                               | Twisted daddy                          | 조상구, 홍경인                         |                |
| 2004 | 누구나 비밀은 있다                 | Everybody Has Secrets                  | 이병헌, 최지우, 추상미                 |                |
| 2001 | 라이방                             | Raibang                                | 김해곤, 조준형, 최학락, 이승진, 홍소영 |                |
| 1998 | 남자의 향기                        | Scent Of A Man                         | 김승우, 명세빈                         |                |
| 1996 | 본 투 킬                           | Born To Kill                           | 정우성, 심은하                         |                |
| 1996 | 맥주가 애인보다 좋은 일곱가지 이유 | Seven Reasons Beer Is Better Than Love | 한재석                                 | 정지영 외 6인  |
| 1994 | 게임의 법칙                        | The Rules of the game                  | 박중훈, 이경영, 오연수                 |                |
| 1992 | 걸어서 하늘까지                    | Walking all the way to heaven          | 정보석, 배종옥, 강석우                 | 감독 데뷔 작품 |

### 각본
- 1992년 《우리들의 일그러진 영웅》
- 1989년 《그후로 오랫동안》

### 조감독
- 1991년 《젊은 날의 초상》
- 1985년 《여왕벌》

## 수상 내역
- 2002년 제38회 백상예술대상 영화 시나리오상
- 1994년 제5회 이천 춘사대상영화제 각본상
- 1993년 제29회 백상예술대상 영화 신인감독상
- 1993년 아시아 태평양 스크린 어워드 신인감독상
- 1993년 제30회 대종상 영화제 신인감독상
- 1992년 제3회 이천 춘사대상영화제 각색상